# Low Coniscliffe and Merrybent
Low Coniscliffe and Merrybent – civil parish w Anglii, w hrabstwie Durham, w dystrykcie (unitary authority) Darlington. W 2011 civil parish liczyła 716 mieszkańców.